# Таґі-Намак
Таґі́-Нама́к (тадж. Таги намак) — село у складі Хатлонської області Таджикистану. Входить до складу Кахрамонського джамоату району імені Мір Саїда Алії Хамадоні.
Назва означає знизу солі. Колишня назва — Участок Тайнамак колхоза Правда.
Населення — 1575 осіб (2010; 1553 в 2009).